# Akim Samar
Akim Dmitrievitsj Samar (Russisch: Аким Дмитриевич Самар) (Russische Verre Oosten, 1916 – tijdens de Slag om Stalingrad, 1943) was een dichter en romanschrijver uit de Sovjet-Unie. Hij wordt beschouwd als de eerste persoon die zijn teksten in de Nanai-taal schreef. 
Samar werd geboren in het Russische Verre Oosten in 1916 en studeerde aan het Instituut van de volkeren van het Noorden in Leningrad. Hij sloot zich aan bij het Rode Leger van de Sovjet-Unie nadat Nazi-Duitsland de Sovjet-Unie was binnengevallen tijdens Operatie Barbarossa. Hij overleed op 27-jarige leeftijd tijdens de Slag om Stalingrad. 
Zijn werken omvatten de poëziebundels Песни нанайца (Liederen van de Nanai) uit 1938 en Стихи (Gedichten) uit 1940 en de roman Сын бедняка (Zoon van een armoedzaaier) uit 1941.